# 學習型機構
學習型機構（Learning organization），或称 学习型组织，是指企业透过“组织学习”实现员工知识更新和保持企业创新能力理论和实践。企业通过学习型组织试图使员工获得个人价值得以体现的满足，并使组织绩效得到提高。
最早涉及学习型组织的一些概念是由哈佛大学的阿吉瑞斯（Chris Argyris）和舍恩（D.A.Schon）在1970年代提出的。1978年，两人合作发表了 专著《组织学习：一种行动透视理论》。 引发众多的世界级公司尝试在企业内部推广和建立学习型组织。1990年，麻省理工学院的彼得·聖吉出版《第五项修練》，对这一理论进行了更全面的阐述和推广。 彼得·聖吉提出了「五項修練」不斷的終身學習，以提升企業的競爭力：
- 第一項修練：自我超越(Personal Mastery)
- 第二項修練：改善心智模式(Improving Mental Models)
- 第三項修練：建立共同願景(Building Shared Vision)
- 第四項修練：團隊學習(Teaming Learning)
- 第五項修練：系統思考(Systems Thinking)